# Cipeujeuh Kulon
Cipeujeuh Kulon is een bestuurslaag in het regentschap Cirebon van de provincie West-Java, Indonesië. Cipeujeuh Kulon telt 5114 inwoners (volkstelling 2010).